# Estómago (película)
Estómago (en su título original en portugués: Estômago) es una película italo-brasileña dirigida por Marcos Jorge y que se alzó con la Espiga de Oro en la Semana Internacional de Cine de Valladolid 2008.

## Argumento
Estómago es un relato de supervivencia social, la de Raimundo Nonato, un hombre sencillo e ingenuo que llega del campo a la ciudad con escasas esperanzas y un único talento, el de la cocina. 
Recién llegado, Nonato consigue trabajar en el bar de un tal Zulmiro, quien lo acoge de mala gana, dándole hospedaje en un cuartucho trasero del bar en medio de ratas y cucarachas y en donde tiene que trabajar como un esclavo por la comida sin recibir pagas ni beneficios, pero es allí donde descubre su talento innato para la cocina y transforma el pequeño lugar en un local de éxito. 
Una noche, Giovanni, dueño de un conocido restaurante italiano, llegará a cenar al bar y al probar la comida descubre las dotes de cocinero de Raimundo Nonato, le cambiará su vida al contratarlo como ayudante de cocina. Así se inicia para Nonato el descubrimiento de la cocina italiana, de las recetas, los sabores y, cómo no, del vino. La vida de Raimundo Nonato cambia y empieza a afirmarse socialmente: una casa, ropa y nuevas relaciones, sobre todo con el amor de una mujer, Iría, una prostituta de buen apetito con la que establece un ancestral intercambio de sexo por comida, de la que se enamora Raimundo. Enamoramiento que transformará a Raimundo de un hombre ingenuo y humilde a un asesino. El asesinato lo hace terminar en prisión y cocinando a los reos con quien comparte la celda, donde al final, envenena al líder de los reos para quedarse con el poder y los privilegios del que este gozaba.
Estómago es un cuento para adultos que aborda los temas del poder, el sexo y la gastronomía.

## Reparto
- João Miguel: Nonato.
- Fabiula Nascimento: Íria.
- Babu Santana: Bujiú.
- Carlo Briani: Giovanni.
- Zeca Cenovicz: Zulmiro.
- Paulo Miklos: Etectera.
- Jean Pierre Noher: Duque.
- Andrea Fumagalli: Francesco.
- Betina Belli: Dona da Pensão.
- Luiz Brambila: Lambari.
- Ed Canedo: Travesti.
- Adriano Carvalhaes: Suely.
- Altamar Cezar: Zé Português.
- Syd Correa: Boquenga.
- Rodrigo Ferrarini: Magrão.
- Lilian Marchiori: Rita.
- Pedro Moreira: Edson.
- Helder Silva: Sequestro.
- Marcel Szymanski: Valtão.
- Tino Viana: Guentaí.
- Marco Zenni: Vagnão.